# Isabelle Broué
Isabelle Broué (Parigi, 14 novembre 1968) è una regista e sceneggiatrice francese.

## Biografia
Nata nel 1968, figlia del matematico Michel Broué, figlio a sua volta dello storico Pierre Broué, ha studiato regia alla Fémis fino al 1994.
Ha anche lavorato come segretaria di produzione, in particolare in Regarde la mer di François Ozon (uscito con lei dalla Fémis nello stesso anno). È autrice di vari cortometraggi, di un documentario sul matematico Henri Cartan e di un telefilm trasmesso dal canale televisivo Arte, Paris-Deauville; il suo primo lungometraggio, Tout le plaisir est pour moi, uscito nel 2004, ha ricevuto una buona accoglienza da parte del pubblico (circa 200.000 biglietti); in Italia è uscito col titolo Il piacere è tutto mio. Ha concluso nel 2016 Lutine, un lungometraggio sul poliamore, da lei definito una «commedia documentaria».
Nel 2000 ha dichiarato di essere diventata regista perché aveva voglia di lavorare con attori.
È sorella della giornalista e produttrice radiofonica Caroline Broué, nata nel 1972.

## Filmografia

### Regista e sceneggiatrice
- Chocolat amer (cortometraggio del 1993)
- Presse-citron (cortometraggio del 1994)
- Les Jours bleus (cortometraggio del 1998)
- À corps perdu (cortometraggio del 2000 selezionato alla Quinzaine des réalisateurs[6])
- Il piacere è tutto mio (2004), titolo originale Tout le plaisir est pour moi
- Lutine (2016), vincitore del Best Feature Award (premio per il miglior lungometraggio) e del Best Screenplay Award (premio per la miglior sceneggiatura) al Vancouver Women in Film Festival nel 2017[7][8]

### Regista
- Henri Cartan, une vie de mathématicien (documentario del 1995)
- Paris-Deauville (telefilm del 2000)

### Segretaria di produzione
- Corps inflammables del regista Jacques Maillot (1995)
- À toute vitesse del regista Gaël Morel (1996)
- Regarde la mer del regista François Ozon (1997)